# Francesco Cicerone
Francesco Cicerone (L'Aquila, 12 febbraio 1940) è un politico italiano.

## Biografia
Insegnante, esponente del Partito Comunista Italiano, a seguitò delle elezioni regionali del 1975 diventò consigliere regionale dell'Abruzzo, venendo riconfermato anche nelle tornate elettorali del 1980 e del 1985.
Alle elezioni politiche del 1987 fu eletto alla Camera dei deputati, sempre nelle file del PCI; alla Camera fu componente dapprima della commissione attività produttive e poi di quella lavori pubblici. In seguito alla svolta della Bolognina del 1991, aderì al Partito Democratico della Sinistra. Concluse il mandato parlamentare nel 1992.